# Bt-Baumwolle
Als Bt-Baumwolle bezeichnet man gentechnisch veränderte Baumwolle, in die Gene des Bodenbakteriums Bacillus thuringiensis übertragen worden sind. Ziel ist eine verbesserte Kontrolle von Baumwollschadinsekten. Bt-Baumwolle ist stärker verbreitet als herbizidresistente Baumwolle, die über eine Resistenz gegen Breitbandherbizide verfügt.

## Wirkmechanismus und allgemeine Aspekte

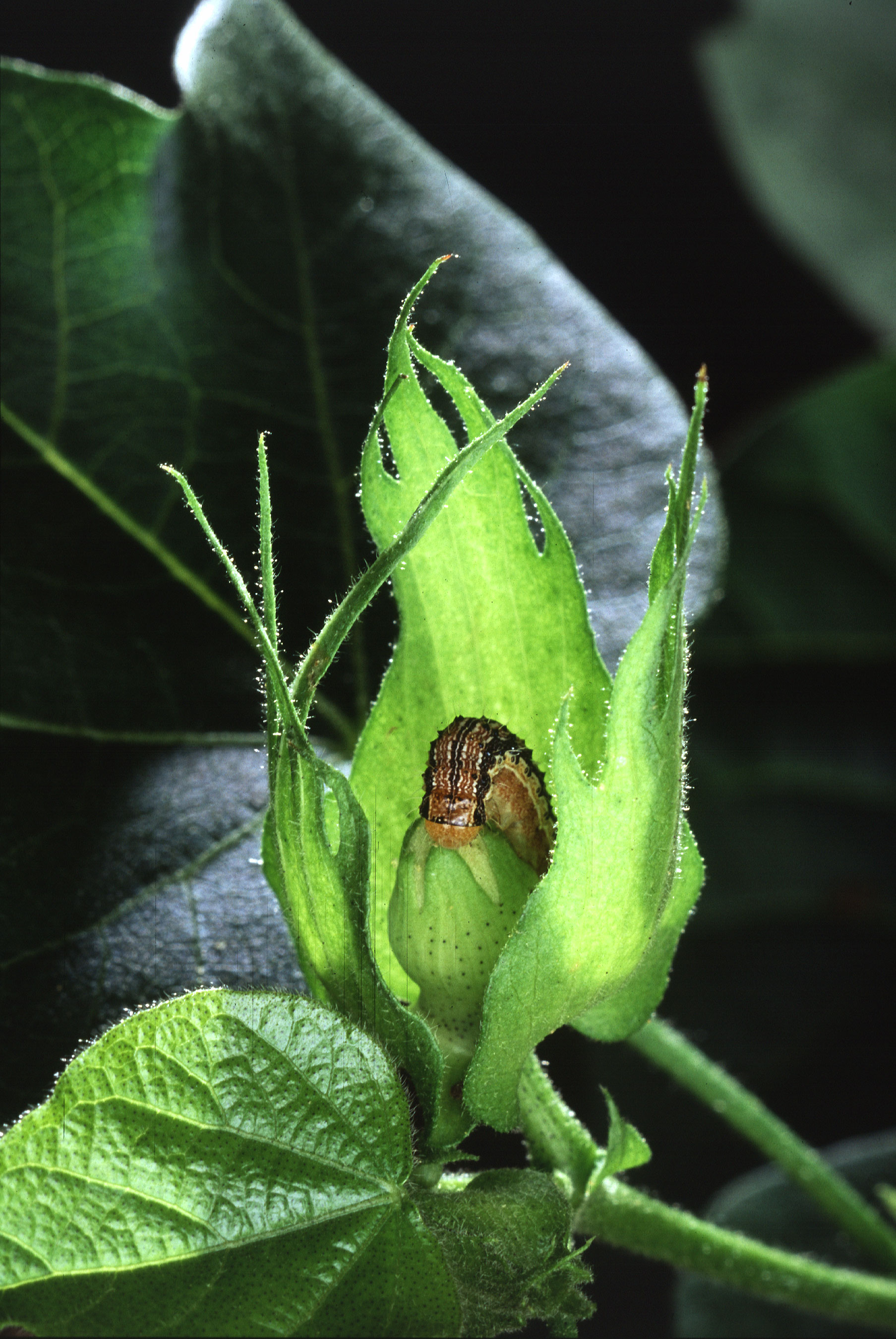
Baumwollkapselbohrer

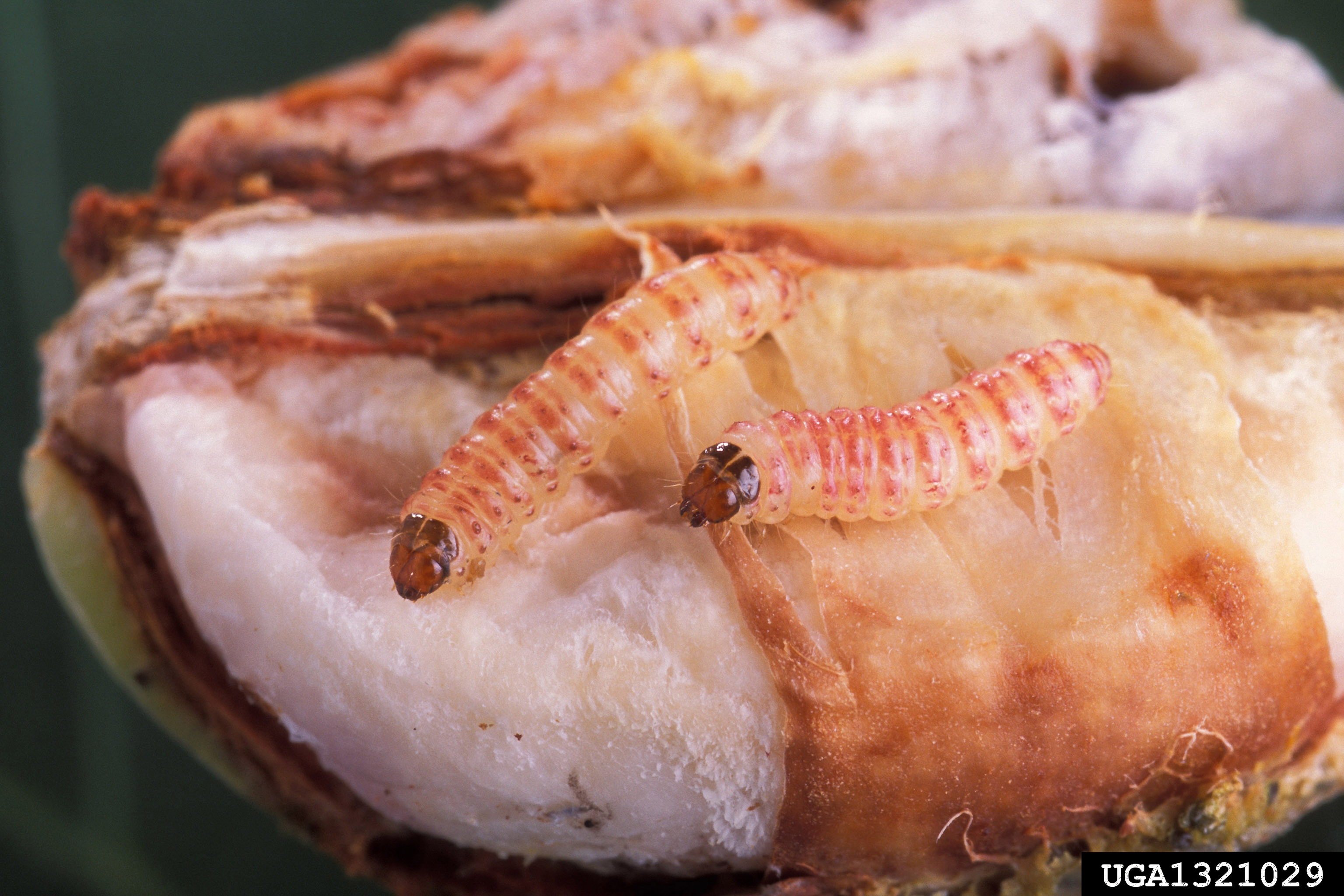
Roter Baumwollkapselwurm

Ein (single trait) oder mehrere (stacked traits) Gene des Bodenbakteriums Bacillus thuringiensis, die je nach Unterart Proteine codieren, welche im Darm vieler Insekten zu Toxinen umgesetzt werden, werden in die DNS der Baumwolle übertragen. Die daraus resultierende Pflanze enthält die entsprechenden Toxine in jeder Zelle. Je nach benutztem Bt-Gen sind die gebildeten Toxine für bestimmte Käfer, Schmetterlinge und/oder Zweiflügler und insbesondere für die Baumwolleule tödlich. Die konstante Präsenz des Toxins im Feld unterscheidet sich von der periodischen Anwendung von biologischen oder chemischen Insektiziden dahingehend, dass die Schadinsekten dem Gift ständig ausgesetzt sind. Ein weiterer Unterschied zu der Verwendung von Bt-Toxinen in Form von Suspensionen besteht darin, dass Schädlinge das Gift direkt mit ihrer Nahrung (die Baumwollpflanze) fressen, anstatt dass die Suspension separat aufgenommen werden muss. Bt-Baumwolle besitzt nach Bravo et al. gegenüber konventioneller Baumwolle in Verbindung mit chemischen Pflanzenschutzmitteln eine erhöhte Präzision. Schädlinge können gezielter bekämpft und Nichtzielorganismen leichter verschont werden, da diese nicht von der Pflanze fressen bzw. das Toxin bei ihnen wirkungslos ist.
Aus der Perspektive des Landwirts stehen potenzielle Einsparungen bei konventionellen Insektiziden und Einkommenssteigerungen durch mögliche höhere Erträge den oft höheren Kosten des Bt-Baumwollsaatguts im Vergleich zu konventionellem Saatgut gegenüber.
Beobachtungen von Schädlingspopulationen in den USA und China haben ergeben, dass die Verwendung von Bt-Baumwolle zeitweise nicht nur zu einem geringeren Schädlingsbefall in den Bt-Feldern, sondern auch zu einem geringeren Schädlingsbefall in konventionellen Baumwoll- und anderen Nutzpflanzenfeldern geführt hat (Positive Externalität). Ebenso zeigten Untersuchungen in China, dass Nichtzielorganismen sich zeitweise ausbreiten konnten und zu einer Schädigung bei Bt-Baumwolle als auch konventionellen Anbaufrüchten geführt haben (Negative Externalität).
Wenn konventionelle Insektizide ohne die Hilfe von Feldspritzen im Feld angewendet werden, wie es in vielen Entwicklungsländern geschieht, kann der Ersatz durch Bt-Baumwolle Gesundheitsschädigungen reduzieren, da der direkte Kontakt mit Insektiziden abnimmt. Des Weiteren kann unbehandeltes Grund- und Oberflächenwasser durch den geringeren Eintrag konventioneller Insektizide sicherer für den menschlichen Konsum werden, was ebenfalls relevant für Landwirte in Entwicklungsländern sein kann.

### Resistenzbildung und Sekundärschädlinge
In Mississippi und Arkansas hat die Empfindlichkeit des Baumwollkapselbohrers gegenüber dem in den ersten Bt-Sorten vorrangig eingesetzten Bt-Toxin Cry1Ac bereits deutlich abgenommen. Bei 5 anderen wichtigen Schädlingen wurden bisher keine Resistenzen gegen Bt-Toxine beobachtet. Im Südwesten der USA wurden zudem in einigen Feldern Resistenzen des Baumwollkapselbohrers gegen Cry2Ab festgestellt.
In vier Distrikten des indischen Bundesstaats Gujarat wurden Anfang 2010 erstmals Resistenzen des Roten Baumwollkapselwurms gegen Bt-Baumwollsorten der ersten Generation (Bollgard I, seit 2002) beobachtet. Dies könnte nach Ansicht von Wissenschaftlern der Hersteller Monsanto und Mahyco auf die mangelhafte Einhaltung von Refugienflächen, oder auch auf den illegalen Anbau von Bt-Sorten mit geringerem Toxingehalt zurückzuführen sein. Für die zweite Generation von Bt-Sorten (Bollgard II, seit 2006), die zwei Bt-Gene enthält, wurden keine Resistenzen festgestellt. Derzeit entwickelt wird Bollgard III, das drei Bt-Gene aufweist. Mehrere voneinander unabhängige Insektizide erschweren die Resistenzbildung. Als geeignete Vorkehrungen zur Verhinderung oder Verlangsamung der Ausbreitung resistenter Schädlinge werden angemessen große Refugienflächen, bepflanzt mit nicht gentechnisch veränderter Baumwolle, Bodenbearbeitungsmaßnahmen wie tiefes Pflügen, eine breit angelegte Fruchtfolge sowie die Entfernung von Rückständen, die bei der Ernte anfallen, als notwendig erachtet. Jens Karg, Gentechnik-Sprecher von Global 2000 geht davon aus, dass die Resistenzbildung der Schadinsekten einen vermehrten Einsatz von stärkeren Insektiziden nach sich ziehen werde. Eine verbreitete Resistenzentwicklung könnte dazu führen, dass das bisher von nachhaltigen Formen der Landwirtschaft eingesetzte und zugelassene Bt-Mittel als Spray nicht mehr angewandt werden kann.
Der Anbau von Bt-Baumwolle habe gemäß einem Bericht von Monsanto an das Central Institute for Cotton Research in Indien zu einer Zunahme von Nicht-Zielorganismen geführt, also Schädlingen von Baumwolle, bei denen das Gift gegen den Roten Baumwollwurzelbohrer unwirksam ist. Schadinsekten, die bisher in Indien nicht aufgefallen sind, seien vorgefunden worden. Insbesondere treffe dies auf Sauginsekten zu, die als häufigste festgestellte Gruppe bedeutende wirtschaftliche Einbußen verursacht hätten. Der Ertrag an Baumwolle sank von 560 kg pro Hektar im Jahr 2007 auf 512 Kilo pro Hektar im Jahr 2009. Der Verbrauch an Pflanzenschutzmitteln stieg von 5970 Millionen Rupien im Jahr 2002 auf 7910 Millionen Rupien im Jahr 2009 an.
In China untersuchte eine Forschergruppe um den Wissenschaftler Kongming Wu von der chinesischen Akademie der Agrarwissenschaften über einen Zeitraum von 10 Jahren Baumwollfelder in sechs Regionen Chinas auf Schädlingsbefall. Hierbei wurde festgestellt, dass auf Anbauflächen mit Bt-Baumwolle eine massive Ausbreitung von Weichwanzen zu verzeichnen ist. Weichwanzen gelten als Sekundärschädlinge. Sie besitzen eine Toleranz gegen das BT-Toxin und profitieren- bedingt durch den Anbau der Bt-Baumwolle- von gesunkenen Insektizidspritzungen. Die in China bis dato als unbedeutende Schädlinge eingestuften Insekten verursachen erhebliche Schäden. Da die Weichwanzen ein breites Nahrungsspektrum aufweisen, bleiben die Ernteverluste nicht auf die BT-Baumwollplantagen beschränkt, sondern betreffen auch im Umkreis liegende landwirtschaftlich genutzte Flächen, wie beispielsweise Obstplantagen. Der Einsatz von Insektiziden sei aufgrund von Maßnahmen gegen die Weichwanzen wieder angestiegen.

### Übertragung der transgenen Eigenschaft auf Wildarten
Bei Untersuchungen zum Genfluss bei wilden Baumwollpflanzen der Art Gossypium hirsutum in Mexiko wurden in Wildpopulationen Transgene von gentechnisch veränderten Pflanzen gefunden. Bei ungefähr einem Viertel der 270 untersuchten wilden Baumwollsamen wurden Transgene insektenresistenter, antibiotikaresistenter oder herbizidresistenter Baumwolle festgestellt. Ein Samen stammte aus einer Population, die in einer Entfernung von 755 Kilometer zur nächsten GM-Baumwollplantage gelegen war. Andere Samen konnten als Nachfolger der ersten Hybridgeneration identifiziert werden, da sie mehrere und verschiedene Transgene aufwiesen. Als Ursachen wurden Verluste bei Saatguttransporten für die Tierfutterindustrie oder Ölverarbeitung, Transport über Winde oder Salz- und Süßwasser oder auch Verdauungsausbreitung durch Tiere angegeben. Auch dass menschliche Handlungen den Genfluss bewirkten, wurde in Erwägung gezogen. Genfluss von GM-Baumwollpflanzen zu wilden Verwandten reduziert die genetische Vielfalt der Baumwolle und kann Auswirkungen auf die Umwelt, Nahrungsmittelsicherheit und Gesundheit sowie auf gesetzliche und Handelsbestimmungen haben. Ana Wegier, führende Autorin der Studie gab an, dass es eine dringende Aufgabe sei, den Genfluss zwischen Kultivaren und Wildarten zu unterbinden. Aus ihrer Sicht müssten nach der Ernte anfallende Samen zerstört werden. Des Weiteren benötige Mexiko diesbezüglich ein aktives Monitoring sowie Kontroll- und Vorbeugungsprogramme.

### Wirkung auf Nichtzielorganismen
Eine 2007 erschienene Metaanalyse wertete 42 Feldexperimente mit Wirbellosen aus. Demnach sind Nichtzielorganismen generell zahlreicher vorhanden in Bt-Baumwoll- und Bt-Maisfeldern als in konventionellen Feldern, die mit Insektiziden behandelt wurden. Bestimmte Taxa kamen jedoch in konventionellen Feldern ohne Insektizidbehandlung häufiger vor als in Bt-Feldern.

## Übersicht zu Anbaudaten
Die ersten Zulassung einer Bt-Baumwollsorte, die vom Konzern Monsanto entwickelt wurde, erfolgte 1996 in den USA. 2010 wurden 64 % (21 Millionen Hektar) der globalen Baumwoll-Anbaufläche mit transgenem Saatgut bepflanzt. Transgene Baumwolle wurde 2009 in 12 Ländern angebaut (in Klammern der Anteil von transgener Baumwolle an der Gesamtanbaufläche): Argentinien (95 %), Australien (95 %), Brasilien (18 %), Burkina Faso (29 %), China (60 %), Indien (89 %), Kolumbien (31 %, 2007), Mexiko (56,5 %), Südafrika (98 %), USA (88 %), Indonesien, und Costa Rica; 2010 kamen Pakistan und Myanmar dazu. In Brasilien wurde über sieben Jahre hinweg nicht zugelassenes, aus dem benachbarten Argentinien stammendes Bt-Saatgut ausgesät, bis die brasilianische Regierung im Jahr 2005 die Zulassung erteilte. In Pakistan wurden 2007/08 geschätzte 40 % der Baumwollfläche mit offiziell nicht zugelassenem Bt-Saatgut gesät, welches vor allem aus Indien, China und Australien stammte. Um diesen hohen Schwarzmarktanteil zu regulieren und auf Grund der guten Erfahrungen in Indien gab Pakistan im Juli 2009 bekannt, im folgenden Jahr offiziell mit dem Anbau zu beginnen.
Gentechnisch veränderte Baumwollsorten sind außerdem in Japan zugelassen, werden dort aber nicht angebaut. Als Futtermittel sind transgene Baumwollsorten zusätzlich zu den genannten Ländern noch in Kanada, Korea, und auf den Philippinen zugelassen. In der EU wurden ebenfalls Anträge auf Zulassung gestellt, diese wurde jedoch bisher nicht erteilt.

## Erfahrungen mit Bt-Baumwolle
Es gibt viele Veröffentlichungen zu den Auswirkungen der Einführung von Bt-Baumwolle. Wissenschaftliche Standards (Peer-Review, Methoden- und Datentransparenz) erfüllen jedoch nur 56 der zwischen 1996 und 2006 erschienenen Studien. Diese Untersuchungen beziehen sich auf eine geringere Zahl von Zufallsstichproben und relativ kurze Zeiträume. Die meisten dieser wissenschaftlichen Studien beschäftigen sich mit Bt-Baumwolle in China, Indien und Südafrika.

### Asien

#### Volksrepublik China
Für die Volksrepublik China wurden in der bisher größten Studie (282 Bauern in mehreren Provinzen) für die Anbausaisons 1999, 2000 und 2001 im Durchschnitt Insektizideinsparungen von 66 % und Ertragssteigerungen von 24 % bei Saatgutkostensteigerungen von US$32 pro Hektar beobachtet, was zu Deckungsbeitragssteigerungen von US$470 führte. In den Provinzen Hebei und Shandong breitete sich die Bt-Baumwolle schnell aus (100 % in Hebei und 80 % in Shandong im Jahr 2001) und reduzierte Pestizidanwendungen erheblich, da in diesen Regionen die Baumwolleule der primäre Schädling ist. In den Provinzen Anhui und Jiangsu, wo stattdessen die rote Spinnmilbe der Hauptschädling der Baumwolle ist, hat sich die Bt-Baumwolle nicht so stark ausgebreitet (2001 etwa ein Drittel der Baumwollfläche) und die Pestizidanwendungen weniger stark reduziert. Auswirkungen auf die Gesundheit der Landwirte durch die mit der Adoption von Bt-Baumwolle assoziierte Reduktion von Insektizidanwendungen wurden bisher vor allem in China wissenschaftlich untersucht. Chinesische Pflanzenschutzmittelanwendungen verursachen geschätzte 500 Tode und 45.000 schwere Erkrankungen pro Jahr, und die Substitution durch Bt-Baumwolle hat zu einer Reduktion von 44.000 Tonnen geführt. Einhergehend ist ein deutlicher Rückgang der Zahl der Vergiftungsfälle.
Die Präsenz der Bt-Baumwolle in China hat gemäß einer Studie, durchgeführt zwischen 1992 und 2007, auch zu einer Reduktion des Schädlingsbefalls mit dem Baumwollkapselbohrer (Helicoverpa armigera) bei Mais, Erdnüssen, Sojabohnen und verschiedenen Gemüsearten geführt.
Gemäß Forschungsarbeiten von Huang and Pray im Jahr 1999 sank kurz nach Einführung der Bt-Baumwolle die Anzahl der Insektizidspritzungen um das drei bis zwölffache. Aufgrund einer gestiegenen Zahl von Nicht-Zielschädlingen, von der in allen drei Bt-Baumwollanbaugebieten 30,9 bis 97,1 % der Landwirte betroffen waren, betrug die Verringerung der Insektizidsprühungen nach 5 Jahren das fünf- bis sechsfache. Damit erhöhte sich der Verbrauch wieder signifikant. Je nach Region traten als Sekundärschädlinge vor allem Arten aus der Familie der Weichwanzen sowie der Rote Baumwollkapselwurm auf. 60 % der in die Studie einbezogenen Landwirte gaben an, dass die Gesamtproduktionskosten sich aufgrund gestiegener Saatgutpreise für Bt-Baumwolle nicht verringert hätten. Als weiteres Problem wurde festgestellt, dass die Landwirte über geringe fundierte Kenntnisse zu Bt-Baumwolle und deren technischen Handhabung verfügten. Insofern sei wenig Potential vorhanden, ökonomische Ertragsprobleme so zu interpretieren, dass eine sinnvolle Umsetzung in der landwirtschaftlichen Praxis erfolgen könne. Der Aufbau einer landwirtschaftlichen Beratung sowie praktischer Trainingsmaßnahmen werden als notwendig erachtet.
Lu u. a. (2012) untersuchten anhand von Daten im Zeitraum 1990–2010 an 36 Standorten in sechs Provinzen Nordchinas das Vorkommen von Baumwollläusen und ihren natürlichen Feinden. Es wurde beobachtet, dass aufgrund eines geringeren Insektizidverbrauchs- insbesondere Pyrethroid- und Organophosphatanwendungen- eine langfristige Zunahme der Feldpopulationen von Spinnen, Marienkäfern und Florfliegen und eine Abnahme der spezifischen Blattläuse in Bt-Baumwollfeldern als auch in konventionellen Baumwollanbauten mit vergleichbarem Insektizideinsatz vorlag. Da die Räuber ein breit gefächertes Nahrungsspektrum aufweisen, wurden Untersuchungen vorgenommen, ob sich dieser Effekt auf benachbarte Felder überträgt. Die Vorkommenshäufigkeit der Räuber in Baumwoll-Anbauten wurde zu der von drei angrenzenden Feldern (Sojabohne, Mais und Erdnuss) in Beziehung gesetzt. Für die Vorkommenshäufigkeit der Blattlausräuber zwischen Baumwolle und Sojabohne wurde eine positive Beziehung festgestellt (p-Wert: 0.019), zwischen Baumwolle und Erdnuss betrug der p-Wert 0.075, was gering signifikant bewertet wurde und zwischen Baumwolle und Mais ergab sich bezogen auf die Vorkommenshäufigkeit der Räuber ein P-Wert von 0.216, welcher statistisch als nicht signifikant eingestuft wurde. Studienautor Desneux sieht in den Studienergebnissen die Botschaft, Landwirtschaft nachhaltig und umweltfreundlich zu gestalten und Pestizideinsätze deutlich zu reduzieren. Bt-Baumwolle sei ein Mittel unter anderen hierzu. Auch unterscheiden sich die kleinstrukturierten Anbauräume in China deutlich von den großflächigen Anbauflächen der USA.

#### Indien
Die Auswirkungen der Bt-Technologie im indischen Baumwollanbau wurden in zahlreichen Studien untersucht.
Baumwolle wird in Indien vor allem von Kleinbauern mit einer Betriebsfläche von weniger als 15 Acres angebaut. Die ersten Bt-Baumwollhybriden wurden 2002 zugelassen, 2011 lag die Zahl der Bt-Sorten bei über 880. Die ersten Bt-Hybriden stammten von der indischen Saatgutfirma Mahyco, welche die Bt-Technologie von Monsanto nutzte. In den Folgejahren wurden weitere Bt-Hybriden zugelassen, die vor allem auf die Bt-Technologien der ersten (Bollgard I, mit einem Bt-Gen) und zweiten Generation (Bollgard II, mit zwei Bt-Genen) von Monsanto zurückgriffen, in späteren Jahren jedoch auch auf Bt-Technologien von anderen Anbietern. Damit stieg die Verfügbarkeit einer großen Bandbreite von lokal angepassten Hybriden mit Bt-Genen. Im Jahr 2011 verwendeten 7 Millionen Bauern Bt-Baumwolle auf 26 Millionen Acres, was etwa 90 % der indischen Baumwollanbaufläche entspricht.
Neben der steigenden Zahl der verfügbaren Bt-Hybriden waren für den Anstieg der Adoptionsrate von Bt-Baumwolle laut einer Untersuchung von Arora & Bansal (2012) staatliche Preiskontrollen des Bt-Saatguts mitverantwortlich, die 2006 implementiert wurden, wenn auch in geringem Ausmaß. Wenngleich Landwirte von Preiskontrollen kurzfristig profitierten, können Preiskontrollen langfristig negative Effekte auf Forschung und Innovation haben. So stellten Pray & Nagarajan (2011) fest, dass die Implementierung der Preiskontrollen von einem sofortigen und großen Rückgang der Gewinne von Saatgutfirmen gefolgt wurde. Ökonomische Theorie, Interviews mit Saatgutfirmen und die Erfahrung in China deuten laut den Autoren auf eine mögliche Gefährdung der Innovationsraten durch fortgesetzte Preiskontrollen der Saatgutpreise hin. Erfahrungen in Argentinien können allerdings so interpretiert werden, dass die Preispolitik des Anbieters, der faktisch ein Monopolist ist, durchaus sogar eigene ökonomische Nachteile durch zu hohe Preise in einem bestimmten Markt in Kauf nehmen kann, um höhere Profite in einem wichtigeren Markt (hier: den USA) zu verteidigen, so dass Preiskontrollen die negativen Externalitäten vermindern können.
Laut dem zweiten Statusreport der Asia-Pacific Association of Agricultural Research Institutions (APAARI) stieg der Ertrag um 135 % und der Anteil Bt-Baumwolle auf über 80 %. Die Erlöse durch Bt-Baumwolle lagen im Schnitt 83 % über denen aus konventionellem Anbau und der Pestizideinsatz verringerte sich um 46 %.
Die sozioökonomischen Auswirkungen des Bt-Baumwollanbaus in mehreren Bundesstaaten und Jahren wurden bis August 2009 in 13 wissenschaftlich begutachteten Studien untersucht. Von 36 Ergebnissen zeigten 4 negative Ertragswirkungen im Vergleich zu konventioneller Baumwolle, 2 neutrale und 32 positive. Die Einkommenswirkung war in 19 Fällen positiv, in 1 neutral und in 4 negativ. Der Insektizideinsatz ging laut allen vorhandenen 16 Ergebnissen aus wissenschaftlich begutachteten Studien zurück.
Der von Kritikern (z. B. Vandana Shiva) geäußerte Vorwurf, die Bt-Baumwolle würde Bauern in den Selbstmord treiben, konnte bisher nicht empirisch nachgewiesen werden. Bauernselbstmorde sind ein Phänomen mit einer langen Geschichte. Eine Untersuchung zeigte, dass die Zahl der Selbstmorde unter Bauern keine Zunahme zu verzeichnen hatte, während sich der Anbau von Bt-Baumwolle massiv ausdehnte. Darüber hinaus demonstrierten Studien eine hohe Effektivität der Bt-Baumwolle in Indien. In einzelnen Distrikten und Jahren könnte Bt-Baumwolle einen indirekten Beitrag zu Verschuldung und Selbstmorden geleistet haben, etwa weil frühe Bt-Hybriden nicht gut an trockene Verhältnisse angepasst waren, oder die neue Technologie in den Anfangsjahren von den Landwirten nur unzureichend verstanden wurde. Robuste Nachweise über einen definitiven Zusammenhang gebe es aber nicht.
Gemäß einer achtjährigen Langzeitstudie von Glenn Davis Stone in vier Dörfern eines Distrikts in Andhra Pradesh, einem Hauptanbaugebiet von Baumwolle stiegen die Erträge zwischen 2003 und 2007 bei Verwendung von Bt-Baumwolle um durchschnittlich 18 %, der Einsatz von Insektiziden verringerte sich um 55 %. In den späteren Jahren wurde eine erhebliche Vermehrung von Sekundärschädlingen konstatiert, was eine Erhöhung von Insektizideinsatz wahrscheinlich macht. Auch wenn dieses Problem von neuen Generationen von Bt-Saatgut aufgefangen werden dürfte, benennt die Studie als zugrunde liegendes Problem den Umstand, dass die Landwirte sich auf den raschen Wechsel von Saatgut und Technologien nur unzureichend einstellen können und über geringes Know-how verfügen, Prozesse für ihre eigenen Interessen sinnvoll zu steuern. Begleitende Konzepte intensiver Beratungsmaßnahmen wären erforderlich.
Untersuchungen zu den Effekten von Subramanian und Qaim auf unterschiedlich wohlhabende Landwirte sowie nicht-landwirtschaftliche Haushalte fanden in einem typischen Dorf im Bundesstaat Maharashtra statt. Es zeigte sich, dass Bt-Baumwolle das Arbeitseinkommen steigerte, insbesondere von Frauen, die als Erntehelfer auf Baumwollbetrieben arbeiteten. Die Haushaltseinkommen stiegen insgesamt an, auch für arme und armutsgefährdete Haushalte. Die Autoren gehen daher davon aus, dass Bt-Baumwolle einen Beitrag zur Reduzierung von Armut leistet.
Eine 2012 veröffentlichte Langzeitstudie von Kathage und Qaim untersuchte über sieben Jahre hinweg eine repräsentative Stichprobe von 533 kleinen landwirtschaftlichen Betrieben in den Bundesstaaten Maharashtra, Karnataka, Andhra Pradesh und Tamil Nadu. Dabei lieferte Bt-Baumwolle um 24 % höhere Erträge und 50 % mehr Gewinn als konventionelle Baumwolle. Im untersuchten Zeitraum stieg der Lebensstandard der zumeist armen Haushalte um durchschnittlich 18 %. Die Autoren kommen zu dem Schluss, dass Bt-Baumwolle einen großen, nachhaltig positiven Einfluss auf die wirtschaftliche und soziale Entwicklung Indiens hat. Der Präsident der landwirtschaftlichen Interessenvereinigung Vidarbha Jan Andolan Samiti (VJAS), Kishor Tiwari, hält die Studie von Kathage und Qaim für nicht repräsentativ, da in die Studie lediglich 533 landwirtschaftliche Haushalte eingeflossen sind, obwohl in Indien etwa 10 Millionen Bauern auf einer Fläche von 12 Millionen Hektar gentechnisch veränderte Baumwolle anbauen.
Eine Langzeituntersuchung von Kouser und Qaim (2002–2008) betrachtete die Vergiftungsfälle, die häufig durch die Ausbringung chemischer Insektizide ohne ausreichende Schutzkleidung auftreten. Da Bt-Baumwolle den Insektizideinsatz gegenüber konventioneller Baumwolle im Untersuchungszeitraum um etwa 50 % reduzierte und den Einsatz der am stärksten toxischen Insektizide um 70 %, traten weitaus weniger akute Vergiftungserscheinungen unter Baumwollbauern aus. Im Zuge der zunehmenden Verwendung der Bt-Baumwolle verstärkte sich dieser Rückgang im Zeitverlauf. Bt-Baumwolle verhindert so jedes Jahr mehrere Millionen Vergiftungsfälle, die außerdem Einsparungen bei Gesundheitskosten bewirken.
Eine weitere Studie von Krishna und Qaim, den Zeitraum 2002 bis 2008 betreffend, untersuchte, wie nachhaltig die Reduzierung des Insektizideinsatzes durch Bt-Baumwolle war. In den Ergebnissen zeigte sich ein nachhaltiger Rückgang des Insektizideinsatzes. Der Einsatz von Insektiziden gegen Sekundärschädlinge nahm im Zeitablauf zwar zu, nahm aber insgesamt durch den stärker ins Gewicht fallenden Einsatz gegen Kapselbohrer ab. Der Bt-Baumwollanbau senkte in späteren Jahren auch den Insektizideinsatz auf konventionellen Feldern, weil die Schädlingspopulationen infolge des zunehmenden Bt-Anbaus großflächig dezimiert wurden.
Eine Studie von 2015 kommt zu der Schlussfolgerung, dass in Indien der Anbau von Bt-Baumwolle ökonomisch sinnvoll sein könnte, wenn die Anbauweise auf künstlicher Bewässerung beruht. Die Verwendung von Bt-Pflanzen bei Regenfeldbau erscheint wirtschaftlich zweifelhaft, da die Kosten für Saatgut und Insektizide das Risiko eines wirtschaftlichen Scheitern erhöhen würden. Weiter bestünden seitens der Farmer Schwierigkeiten das für sie geeignete Saatgut zu finden sowie angemessene agrarwirtschaftliche Beratung zu erhalten. Das Verhältnis der jährlichen Selbstmorde in Gebieten mit Regenfeldanbau seien umgekehrt proportional zu Farmgröße und Ertrag und direkt proportional zum Anstieg des Anbaus von Bt-Baumwolle. Jairam Ramesh, ehemaliger Minister für ländliche Entwicklung und Mitglied von Rajya Sabha forderte, die Ergebnisse der Studie ernst zu nehmen sowie eine Diskussion zur langfristigen Tragfähigkeit von GV-Pflanzen in der indischen Landwirtschaft.
Im Kontext einer 20-jährigen Langzeitstudie in Indien kommen Glenn Davis Stone und Keshav Raj Kranthi (International Cotton Advisory Committee, Washington D.C.) 2020 zum Ergebnis, dass die beschriebenen Ertragssteigerungen in den frühen 2000er Jahren weniger mit dem Anbau der Bt-Baumwolle zusammenhingen als vielmehr mit verstärkter Düngung und dem Einsatz wirkungsvollerer Insektizide korrelierten. Die landesweiten Erträge seien demnach in den letzten 13 Jahren nicht angestiegen. Die anfänglichen positiven Effekte bezüglich geringeren Insektizideinsatzes stellten sich als kurzfristig heraus. Den Grund hierfür sehen die Autoren vor allem in einem Anstieg von Nicht-Ziel-Organismen, wie Saugschädlinge und einer Resistenzentwicklung des Roten Baumwollkapselwurms gegen das Bt-Toxin. Im Jahr 2020 würden die indischen Baumwollfarmer mehr Insektizide pro Hektar einsetzen als vor dem Anbau von Bt-Baumwolle.
Ein weiterer Belastungsfaktor für die Farmer sei die plötzliche Erfordernis, sich in einem stetig beschleunigten kapitalintensiven Produktionssystem zu behaupten, wobei wirtschaftliche Sicherheitsnetze im Unterschied zu anderen Ländern mit kapitalintensiver Landwirtschaft in Indien nicht vorhanden sind. So stiegen im Jahrzehnt nach 2005, als Bt -Samen verstärkt angebaut wurden, gemäß der Studie die Kosten pro Hektar für Saatgut um 78 %, für Insektizide um 158 % und für Dünger um 245 %. Die Situation, die von gleichbleibenden Erträgen und weiterhin steigenden Input-Kosten geprägt sei, bestehe weiterhin fort. Die Autoren schlussfolgern, dass die Hauptauswirkung des Anbaus der Bt-Baumwolle auf die indische Landwirtschaft vor allem in deren wachsenden kapitalintensiven Prägung liegen werde und weniger in einem nachhaltigen agronomischen Nutzen.

#### Pakistan
In Pakistan wurde Bt-Baumwolle offiziell erst 2010 zugelassen, aber bereits vorher aus Indien geschmuggelt und in Pakistan angebaut. Die Auswertung einer im 2007 durchgeführten Umfrage von 325 Baumwollbauern in der Provinz Punjab ergab, dass Bt-Baumwolle Erträge und Haushaltseinkommen erhöht und die Armut reduziert. Zudem ging der Pestizideinsatz zurück.
Eine 2013 veröffentlichte Studie untersuchte die monetär bewerteten Folgen der Bt-Baumwolle für Gesundheit und Umwelt. Aufgrund eines geringeren Pestizideinsatzes treten signifikant weniger akute Vergiftungsfälle auf; außerdem ergeben sich eine höhere Artenvielfalt und geringere Kontamination von Böden und Gewässern. Landwirte bewerten diesen Nutzen, der sich etwa zur Hälfte aus Gesundheits- und Umwelteffekten zusammensetzt, mit 79 US-Dollar pro Acre. Zusammen mit gefundenen Deckungsbeitragseffekten von 204 US-Dollar ergibt sich ein Nutzenzuwachs von 283 Dollar pro Acre, was 1,8 Milliarden US-Dollar auf der gesamten Anbaufläche von Bt-Baumwolle in Pakistan entspricht.

### Amerika

#### USA
In den USA liegen die Insektizideinsparungen einer Studie zufolge bei 36 %, während Ertragszuwächse von lediglich 10 % beobachtet wurden (was mit einer bereits sehr guten Schädlingkontrolle mit konventionellen Insektiziden erklärbar ist). Auch liegen die Saatgutpreisprämien für Bt-Baumwolle in den USA höher als in anderen Ländern (US$79), so dass die Steigerung des Deckungsbeitrags vergleichsweise geringe US$58 erreicht.

#### Argentinien
In Argentinien wurde 2001 eine repräsentative Befragung von 299 Bauern durchgeführt, die Ergebnisse des Bt-Anbaus mit konventionellem Baumwollanbau verglich. Bei Bt-Baumwolle waren im Vergleich 47 % Insektizideinsparungen und 33 % Erntezuwächse zu verzeichnen. Die Kosten für Saatgut stiegen bei Bt-Baumwolle um etwas mehr als 400 % (von US$ 18 bei konventionellem Anbau auf US$ 103 bei BT-Baumwollanbau) an. Bei BT-Baumwollanbau wurde im Vergleich ein dezenter, jedoch nicht signifikanter Zuwachs des Deckungsbeitragsgewinns konstatiert.

#### Mexiko
Für die ersten Jahre des Anbaus von Bt-Baumwolle in Mexiko ergab eine Befragung von 152 (1997) bzw. 242 (1998) Bauern im Durchschnitt Pestizidreduktionen von 77 %, Ertragsgewinne von 9 %, Saatgutkostensteigerungen von US$58 und Deckungsbeitragszuwächse von US$295 pro Hektar. Laut einer weiteren Studie schwankten die Ertragssteigerungen 1996–2004 zwischen 3 % und 37 %.

#### Kolumbien
In Kolumbien wird transgene Baumwolle seit 2002 angebaut. Im Jahr 2013 wurde auf 24.000 Hektar transgene Baumwolle (zu 95 % Sorten mit kombinierter Insektenresistenz und Herbizidtoleranz) ausgesät. Zambrano u. a. (2009) fanden bei einer Befragung zur Anbausaison 2007–08 Ertragszuwächse aufgrund geringerer Fraßschäden durch Bt-Baumwolle.  Zambrano u. a. (2011) untersuchten die Auswirkungen des Anbaus transgener Baumwolle auf Frauen. Die Frauen sparten Zeit und Geld ein, weil weniger Handarbeit beim Unkrautjäten und weniger Aufwand bei der Anstellung von Männern zur Insektizidausbringung anfiel. Gemäß einer von Monsanto finanzierten Studie liegen nach den Autoren Brookes und Barfoot (2013) die Kosten der Technologie bei $50–172 und das Zusatzeinkommen nach Abzug der Kosten bei $67 pro Hektar.

### Afrika

#### Südafrika
Eine Befragung von 143 Bauern zwischen 2000 und 2001 in Südafrika zeigte durchschnittliche Pestizidreduktionen von 33 % und Ertragszuwächse von 22 %. Für Kleinbauern brachte die Bt-Baumwolle höhere Saatgutkosten von US$13 und Deckungsbeiträge von US$18 pro Hektar. In Südafrika sank durch die vermehrte Adoption von Bt-Baumwolle die Zahl der Vergiftungsfälle, vor allem bei Frauen und Kindern, die bei der Ausbringung von Insektiziden halfen.
Eine Studie, die von 2002 bis 2003 und 2003 bis 2004 während der Vegetationsperioden mit der Methode des täglichen Monitorings unter Kleinbauern in Makhathini, KwaZulu Natal, Südafrika durchgeführt wurde, kam zu folgenden Ergebnissen: Der Anbau von Bt-Baumwolle führte zu einer Abnahme von Pyrethroid-Spritzungen, aufgrund nicht ausreichender Resistenz der BT-Sorte waren jedoch weiterhin Anwendungen mit diesem Insektizid erforderlich. Ebenso wurden Organophosphate in erheblichem Umfang eingesetzt. Den Autoren der Studie stellte sich hier die Frage der Auswirkung des Bt-Baumwollanbaus auf die Gesundheit der Landwirte. Die gesamtwirtschaftlichen Ergebnisse mit Bt-Baumwolle wurden dezent positiv bewertet. Der Bt-Baumwollanbau war mit Arbeitszeitersparnis verbunden, wobei die Gewinnmarge hinter den Erwartungen zurückblieb. Die Autoren der Studie schlussfolgern, dass der Anbau von Bt-Baumwolle in Makhathini aufgrund des derzeitigen Managements nicht das Potential aufweist, ausreichend Einkommen zu begründen, um dauerhafte und nachhaltige sozioökonomische Verbesserungen erwarten zu können. Die Nutzung von Bt-Baumwolle scheine sich nur in einem Landwirtschaftssystem mit einem bereits vorhandenen hohen Grad an Intensivierung zu lohnen.

#### Burkina Faso
Basierend auf einer Befragung von 160 Baumwollbauern im ersten Jahr der Zulassung (2009) erhöhte die Bt-Baumwolle die Erträge um 18 % gegenüber konventioneller Baumwolle. Die Produktionskosten unterschieden sich nicht zwischen transgener und konventioneller Baumwolle, da die eingesparten Insektizidkosten durch die höheren Saatgutpreise und die Arbeitseinsparungen beim Insektizidausbringen durch höheren Ernteaufwand aufgewogen wurden. Die Bauern konnten mit der Bt-Baumwolle aufgrund der höheren Erträge einen (um 62 US-Dollar höheren) Profit pro Hektar von 39 US-Dollar erzielen als mit der konventionellen Baumwolle.

### Andere Länder
Bisher wurden keine umfangreichen wissenschaftlichen Studien zu den agronomischen und ökonomischen Auswirkungen in anderen Ländern veröffentlicht. Mehrere Studien haben versucht, den Nutzen, der verschiedenen Ländern Afrikas durch die Nichtverwendung von Bt-Baumwolle entgeht, zu schätzen. Eine auf Benin, Burkina Faso, Mali, Senegal, Togo, Tansania and Uganda Bezug nehmende Untersuchung kommt unter Annahme einer 50%igen Adoptionsrate in diesen sieben Ländern auf Opportunitätskosten der Nichtadoption in Höhe von insgesamt 41 Millionen US-Dollar pro Jahr.